# Liste de roches

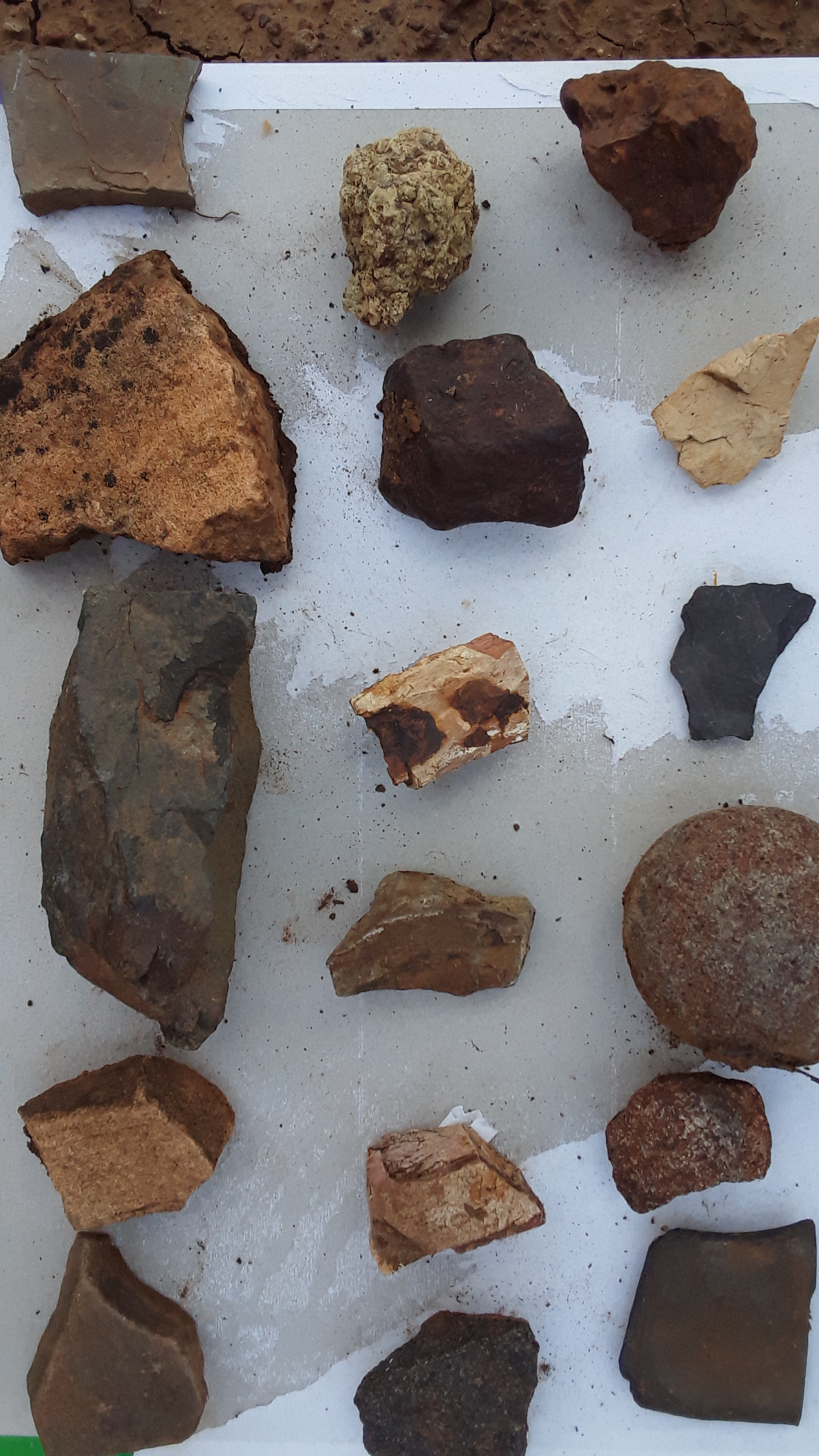
les roches.

Cette page est une liste des roches classées selon leur pétrogenèse.

## Roches mantelliques
- Péridotite[note 1]
  - Lherzolite
  - Harzburgite
  - Dunite

## Roches magmatiques

### Roches volcaniques

#### Classification TAS
Séries sub-alcaline et calco-alcaline
- Picrite
- Picrobasalte
- Adakite
- Boninite
- Basalte
  - Tholéite
- Andésite basaltique
- Andésite
- Dacite
- Rhyolite

Série alcaline
- Trachy-basalte
- Trachy-andésite basaltique
- Trachy-andésite
- Trachyte
- Rhyolite

Série hyper-alcaline
- Basanite
- Téphrite
- Phono-téphrite
- Téphri-phonolite
- Phonolite
- Foïdite

#### Ultra-potassiques
- Kimberlite
- Lamproïte
- Leucitite
- Néphélinite

#### Volcano-clastiques
- Brèche volcanique
- Ignimbrite
- Ponce
- Tuf volcanique

#### Hors classification
- Carbonatite
- Komatiite
- Obsidienne
- Perlite[2]

### Roches plutoniques
Les roches plutoniques sont listées selon le découpage proposé par la classification minéralogique de Streckeisen pour les roches acides et intermédiaires, des roches les plus acides aux roches les plus pauvres en silice. Les roches gabbroïques et ultramafiques sont traitées à part, la classification de Streckeisen n'étant pas adaptées à ces types de roches.

#### Granitoïdes
- Granite
  - Granite rapakivi
  - Leucogranite
  - Microgranite
- Granodiorite
- Trondhjémite
- Plagiogranite
- Tonalite

#### Dioritoïdes et syénitoïdes
- Diorite
- Monzogabbro
- Monzodiorite
- Monzonite
- Syénite

#### Roches foïdifères
- Essexite
- Foïdolite

#### Roches gabbroïques et apparentées
- Anorthosite
- Gabbro
- Norite
- Troctolite

#### Roches ultramafiques
- Péridotite[note 2]
  - Dunite
  - Lherzolite
  - Harzburgite
- Pyroxénite
  - Webstérite
  - Wehrlite

### Roches filoniennes
- Aplite
- Dolérite
- Kersantite
- Pegmatite

## Roches métamorphiques
- Amphibolite
- Ardoise
- Cipolin
- Gneiss
- Leptynite
- Marbre
- Micaschiste
- Pyroxénite
- Quartzite
- Schiste
- Serpentinite

## Roches sédimentaires

### Roches détritiques

#### Roches biodétritiques
Leurs débris sont formés essentiellement de squelettes d'organismes vivants.

#### Roches terrigènes
Leurs débris sont issus essentiellement de l'érosion d'autres roches :

##### Rudites (Ø >2mm)
- Conglomérats de roches anguleuses (brèche), arrondies (poudingue) ou mixtes (tillite) :
  - Molasse (ciment de calcaire argileux)
  - Silcrète (ciment : silice)
  - etc.

##### Arénites (Ø <2mm)
- Arkose
- Grès
- Quartzite
- Alios

##### Lutites (Ø <64μm)
- Argile
- Schiste

#### Roches pyroclastiques
Leurs débris sont essentiellement d'origine volcanique:
- Cendres
- Cinérites
- Lapillis
- Tuf volcanique

### Roches biogènes ou physico-chimiques

#### Roches carbonatées
- Calcaire
- Craie
- Dolomie
- Marne
- Pierre coquillière

#### Roches siliceuses
- Diatomite
- Jaspe
- Silex
- Radiolarite
- Phtanite

#### Roches carbonées
- Anthracite
- Houille
- Lignite
- Pétrole
- Tourbe

#### Roches salines ou évaporitiques
- Gypse
- anhydrite

#### Roches ferrugineuses, glauconieuses, alumineuses
- Bauxite